# Lasiurus pfeifferi
Lasiurus pfeifferi é uma espécie de morcego da família Vespertilionidae. Endêmica de Cuba.